# نزقرة

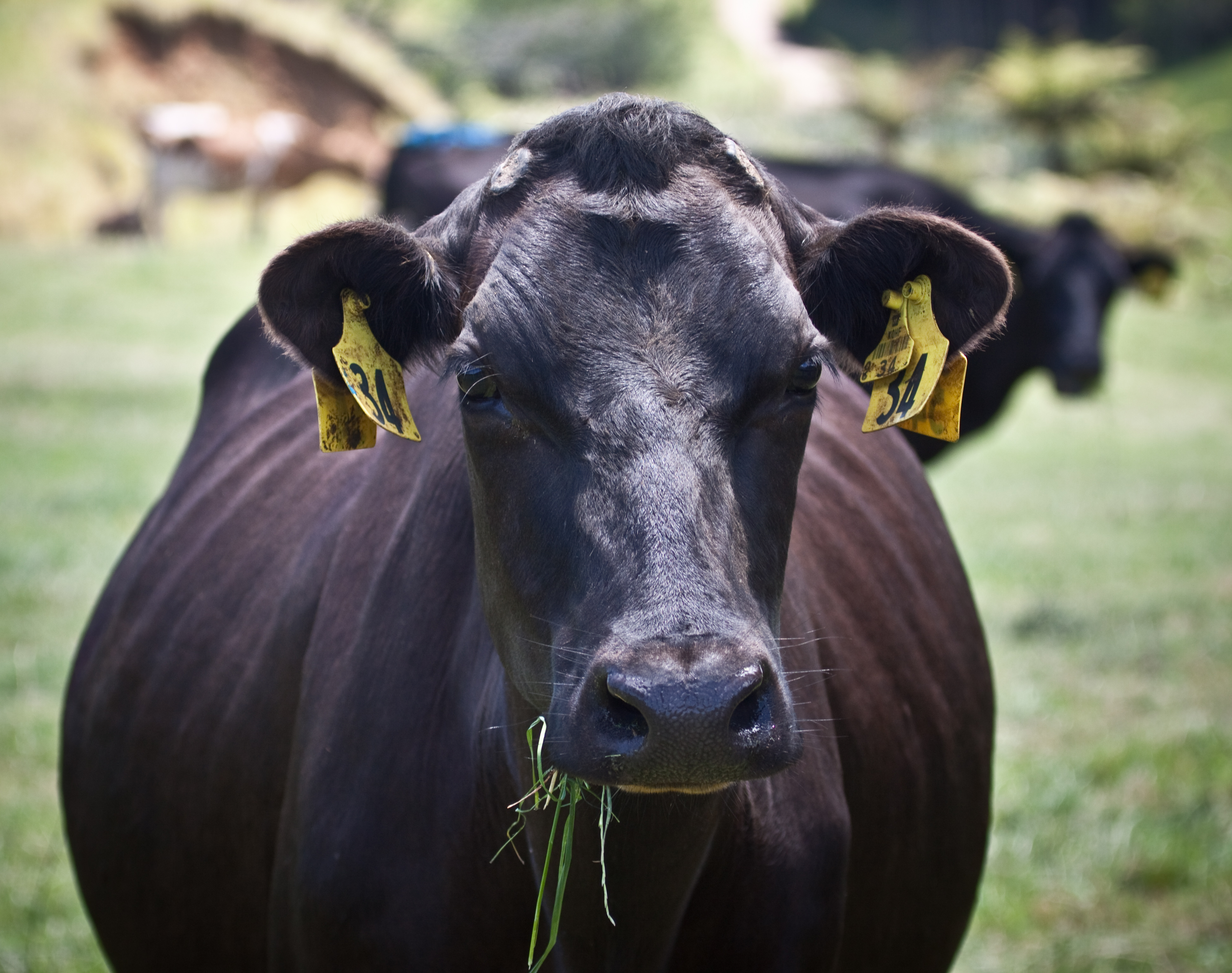
بقرة حلوب منزوعة القرون في نِيُزِلندة

النّّزْقَرة أو نزع أو إزالة القرون تعني عملية إزالة قرون الماشية. تُنزع قرون البقر والأغنام والماعز   لأسباب اقتصادية وأسباب تتعلق بالسلامة. إن عملية التنفيس هي عملية مختلفة لها نتائج مماثلة حيث تُكوى براعم القرون فتُدمر قبل أن تنمو لتصبح قرونًا. عادة ما تُكوى البراعم في وقت مبكر من حياة الحيوان ، كما هو الحال مع الإجراءات الأخرى مثل الالتحام والإخصاء. وقد يكون النزقرة في بعض الحالات ليست ضرورية.